# THE 自動車教習所DS 〜原動機付自転車・普通自動二輪・大型自動二輪・普通自動車・普通自動車二種・中型自動車・大型自動車・大型自動車二種・大型特殊自動車・けん引〜
『THE 自動車教習所DS 〜原動機付自転車・普通自動二輪・大型自動二輪・普通自動車・普通自動車二種・中型自動車・大型自動車・大型自動車二種・大型特殊自動車・けん引〜』（ザ じどうしゃきょうしゅうじょディーエス げんどうきつきじてんしゃ ふつうじどうにりん おおがたじどうにりん ふつうじどうしゃ ふつうじどうしゃにしゅ ちゅうがたじどうしゃ おおがたじどうしゃ おおがたじどうしゃにしゅ おおがたとくしゅじどうしゃ けんいん）は、ディースリー・パブリッシャーが2007年5月31日に発売したニンテンドーDSソフト。SIMPLE DS シリーズの一つであり、Vol.14にあたる。

## 内容
自動車ゲームの一種であるが、レースゲームではなく運転免許の取得が目的の教育ソフトである。プレイヤーは自動車教習所に通ったような気分で走行練習や学科試験・実地試験を行うことができる。自動車免許講習のできるソフトは以前にもいくつか散見されたが、このソフトでは普通自動車のほかに中型自動車免許やけん引など、全10種類の免許がカバーされている。
また学科試験用の問題はナツメ出版企画（ナツメ社のグループ関連会社）の協力で、問題数は全4000問にものぼり、試験内容も2007年6月に施行された新免許制度に対応したものとなっている。問題を解く際はDSのタッチペンを使用した手書きでの回答も可能となっており、中には実際の免許学科試験どおりのマークシート式答案も用意されている。

## タイトルについて
サブタイトルなどを考慮した場合、2015年5月まで日本一長いタイトルを持つゲームソフトであった。現在は本作と同じくディースリー・パブリッシャー発売の『夏色ハイスクル★青春白書〜転校初日のオレが幼馴染と再会したら報道部員にされていて激写少年の日々はスクープ大連発でイガイとモテモテなのに何故かマイメモリーはパンツ写真ばっかりという現実と向き合いながら考えるひと夏の島の学園生活と赤裸々な恋の行方。〜』がそれを更新している。あまりにタイトルが長いため、通常は「自動車教習所DS」などと呼ばれる。
プロデューサーの岡島信幸は、ゲーム内で勉強ができる免許の種類を基本説明としてタイトルに含めたものであるため、「あれはしょうがないです」と説明している。